# Prozaedyus
Prozaedyus és un gènere extint de mamífers cingulats de la família dels clamifòrids que visqueren a Sud-amèrica des de l'Oligocè inferior fins al Pliocè superior, fa entre 3,6 i 29 milions d'anys. Se n'han trobat restes fòssils a l'Argentina, Bolívia i Xile. Era un animal menut, amb una llargada de 40 cm a tot estirar, i segurament tenia un aspecte semblant al de l'armadillo de la Patagònia. Presentava una cuirassa escapular ben desenvolupada. El nom genèric Prozaedyus significa ‘anterior a Zaedyus’.